# Joseph Attieh
Joseph Attieh (in arabo جوزيف عطية‎?; Batrun, 14 maggio 1987) è un cantante libanese.

## Biografia
Joseph Attieh si è fatto conoscere dopo aver vinto l'edizione araba di Star Academy come concorrente, diventando il primo libanese a riuscire nell'impresa. Ha in seguito inciso l'album in studio d'esordio Mawhoum, pubblicato nel febbraio 2010. Il successo del disco è stato sufficiente da fruttargli una nomination per l'MTV Europe Music al miglior artista arabo.
Due anni dopo è avvenuta la pubblicazione del secondo LP, dal titolo Chou btaamel bel nas. Tre anni più tardi è ritornato sulle scene musicali con l'LP Hobb w mkattar.
Nel novembre 2017 è avvenuta la pubblicazione del quarto disco Al aghani li amelta elik. Ha conseguito un totale di sei entrate al numero uno nella Official Lebanese Top 20.

## Discografia

### Album in studio
- 2010 – Mawhoum
- 2012 – Chou btaamel bel nas
- 2015 – Hobb w mkattar
- 2017 – Al aghani li amelta elik

### Singoli
- 2010 – Mawhoum
- 2010 – Lina rab
- 2011 – Ya kel el deny
- 2016 – Taret metl el nahli
- 2017 – Ella enta
- 2018 – Omer aasal
- 2018 – Hdiyet hobbak
- 2019 – Bi ouyouni
- 2019 – Lahza
- 2019 – Ghazala (feat. Kiki C)
- 2020 – Hafzek aan ghayeb
- 2020 – El nass bwab
- 2020 – Khat ahmar
- 2020 – Sallou la Beirut
- 2021 – Tabii
- 2021 – Yenaad alayk
- 2021 – Helween
- 2021 – 3al helwe wel murra
- 2021 – Temthal (feat. Hijazi)
- 2021 – Bde'ellak
- 2022 – Mnehkom aal nas
- 2022 – Melki w bass
- 2022 – Habbayta
- 2022 – Bala oshaq
- 2022 – Baaref maslehtak
- 2022 – El hobb aafawi
- 2022 – Wahdani
- 2022 – Tlaqina tani (con Faudel)
- 2022 – Jamala
- 2023 – Koun
- 2023 – El Baghdada
- 2024 – Hadder halak
- 2024 – Sana helwa
- 2024 – Men awwalo
- 2024 – Wala ghalta (con Elyanna)
- 2025 – Hawas
- 2025 – Salam
- 2025 – Alf shakhes